# Vojtěch Cinybulk
Vojtěch Cinybulk (10. srpna 1915 Praha – 6. února 1994 Praha) byl český grafik a loutkář, ilustrátor, autor loutkových her, návrhář kostýmů, plakátů, gobelínů a loutkářských scénografií.

## Studia
V roce 1934 končí na Státní pedagogické akademii, jako učitel pro základní školy. Následně pracoval jako učitel. Učil v Kozlech a Hostomicích u Bíliny. Zde založil loutkové divadlo. Během války se oženil s Františkou Šnyrychovou. V roce je 1942 byl jmenován definitivním učitelem. V letech 1942 – 1945 byl totálně nasazený v Letově, zde se vyučil zámečníkem. Po válce zase nejprve pracoval jako učitel, spolupracoval však zároveň s Československým rozhlasem a mnoha časopisy pro děti. V letech 1949 studoval v Officina Pragensis u prof. Švába a navštěvoval Ústav malby pedagogické fakulty UK Praha.

## Založení loutkářské katedry
1952 je rokem, kdy zakládá spolu s Josefem Skupou loutkářskou katedru při Divadelní fakultě University Karlovy a v tomto roce získal státní cenu s titulem Laureát státní ceny. Na loutkářské katedře DAMU byl jmenován docentem v roce 1953 a o rok později se stává proděkanem 1954 – 1955. Celkem 14 let byl externím učitelem DAMU /1956 – 1969/.
V letech 1956 – 1963 spolupracoval s Ústředním loutkovým divadlem v Praze jako samostatný výtvarník a externí scénograf.

#### Loutkářská tvorba
Jeho činnost pro festival Loutkářská Chrudim byla bohatá. Pracoval zde jako porotce, byl mnohokrát předsedou poroty soutěže, fungoval jako publicista a vystavoval grafiku. Vytvářel návrhy loutek, maňásků, scénografie pro loutkové hry. Byl členem loutkářské sekce Svazu českých dramatických umělců.

## Ocenění
1952 jmenován Laureátem státní ceny.
Roku 1961 se stal členem SČUG Hollar, zde byl r. 1966 zvolen do výboru spolku.
V roce 1961 získává Zlatý odznak Matěje Kopeckého.
1979 byl jmenován čestným členem Spolku sběratelů a přátel exlibris v Praze.
Je nositel mnoha loutkářských ocenění.

## Grafické dílo

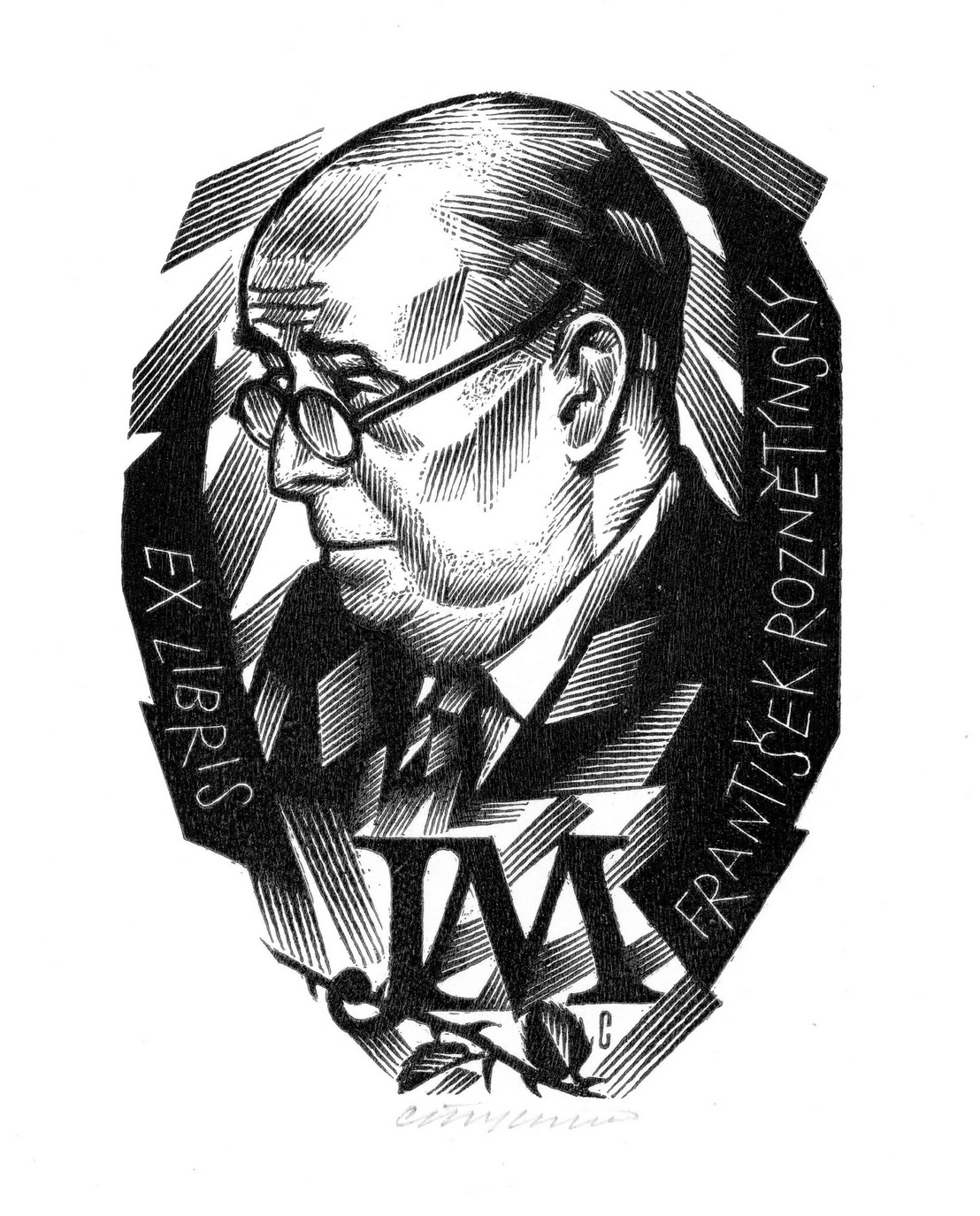
Vojtěch Cinybulk, hlava Jana Masaryka, exlibris

Grafice se věnoval již od roku 1945, byl mnohostranně tvořivý autor, věnoval se exlibris, vytvářel portréty, zobrazoval historické postavy. Jeho častým námětem se stává loutka. Hlavně v exlibris je námětů bezpočet. V jeho díle lze nalézt ilustrace dětských knih, volné kresby, plakáty, poštovní známky. Jeho oblíbenými technikami byly: dřevoryt, litografie, ale i ostatní techniky, lept, suchá jehla, zinkografie. Vojtěch Cinybulk měl několik samostatných výstav. 1961 v Klatovech, 1965 v Chrudimi, 1968 v Mohelnici, 1975 v Benátkách nad Jizerou, 1986 v Praze. 

#### Exlibris
Jeho tvorbu znají všichni sběratelé exlibris. Dle soupisu exlibris v období 1943 – 1994 vytvořil Vojtěch Cinybulk 997 exlibris pro české i zahraniční sběratele. Členem Spolku sběratelů a přátel exlibris byl 40 let a aktivně pracoval v redakční radě časopisu Knižní značka. Vytvořil na příklad řadu portrétů literátů i našich osobností z historie a některých hudebníků.

## Literární dílo
Vojtěch Cinybulk napsal celkem 28 dětských divadelních her První knížka her pro loutková divadla vyšla v roce 1947, k této knize vytvořil i obálku. Roku 1994 vyšla kniha Vzpomínky, autobiografie.
Životní dílo Vojtěcha Cinybulka je přebohaté a zasahuje do mnoha oborů. Zemřel v Praze 6.2.1994

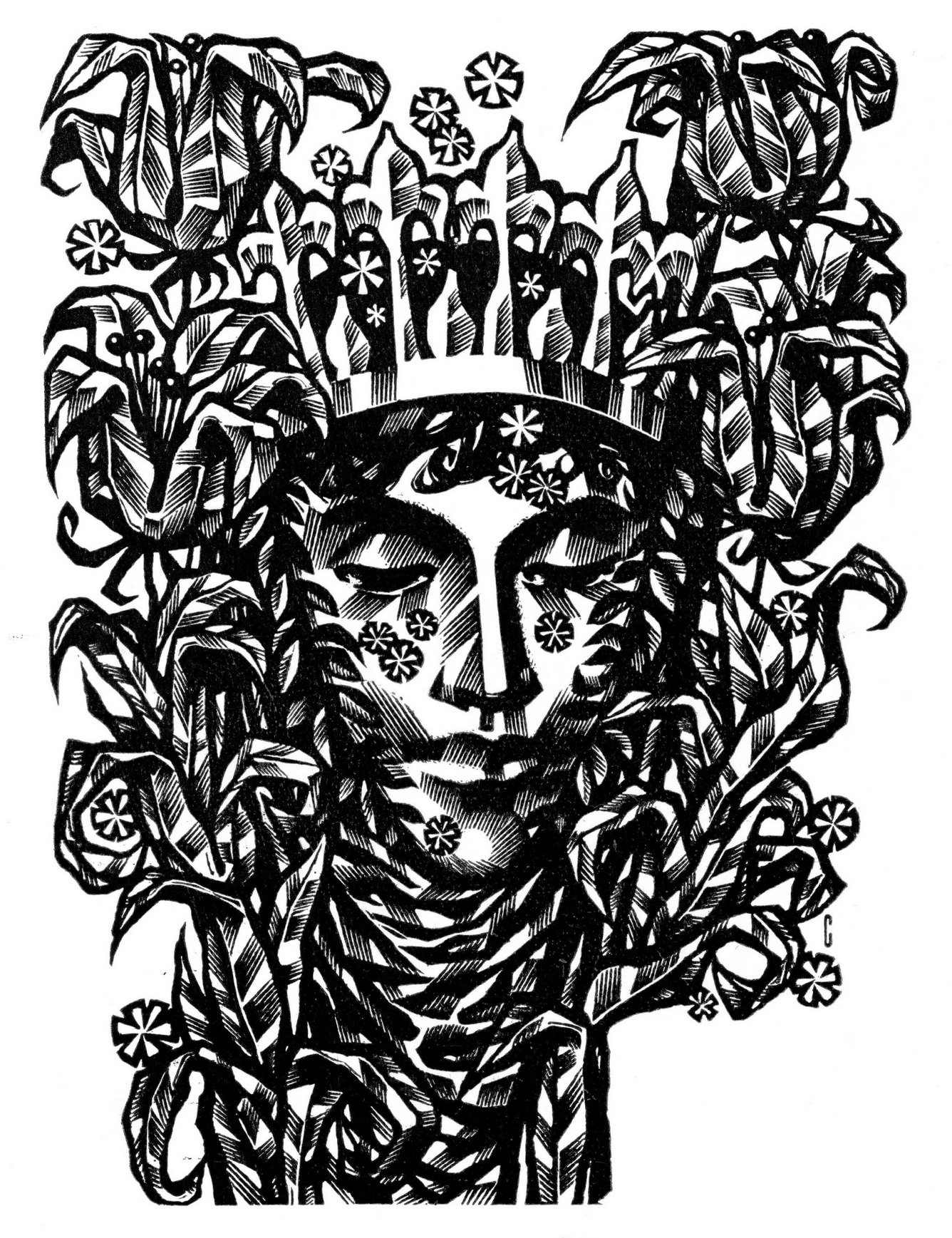
Vojtěch Cinybulk, Hlava ženy